# Linterna mágica

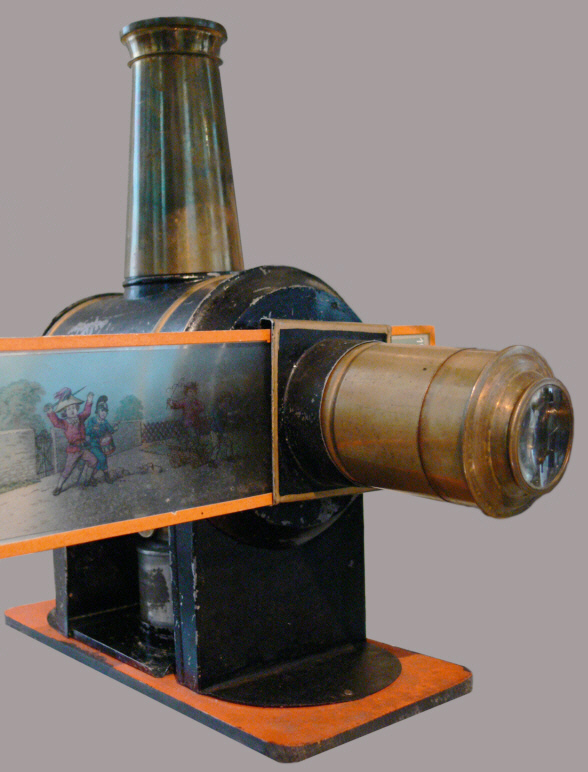
Linterna mágica

La linterna mágica es un aparato óptico, precursor de los aparatos con los que comenzó el arte del cine. Se basaba en el diseño de la cámara oscura, la cual recibía imágenes del exterior haciéndolas visibles en el interior de la misma, invirtiendo este proceso y proyectando las imágenes hacia el exterior. Durante un tiempo se había considerado a Athanasius Kircher como inventor del aparato, quien en 1646 publicó el tratado Ars magna lucis et umbrae (La gran ciencia de la luz y la oscuridad), pero parece que hasta la segunda edición de 1671 no hay ninguna descripción del aparato. La primera referencia a un aparato capaz de proyectar imágenes sería un manuscrito de Christiaan Huygens de 1659.
El artefacto consistía en una cámara oscura con un juego de lentes y un soporte corredizo en el que se colocaban transparencias pintadas sobre placas de vidrio. Estas imágenes se iluminaban con una lámpara de aceite —aún faltaba mucho para el invento de la luz eléctrica—, y para que el humo pudiera tener salida se dotaba al conjunto de una vistosa chimenea.

## Historia

### Orígenes y antecedentes
La linterna mágica se desarrolló a partir de las sombras chinas (proyección hacia adentro), proyectadas en los grandes teatros exclusivamente por los hombres, mientras las mujeres manipulaban la maquinaria desde atrás.  
Estudios recientes muestran que algunas variantes de linternas mágicas podrían haber existido en la antigüedad, ya que se cree que los sacerdotes de Eleusis y Menfis las poseerían y que ello inspiraría a Platón su famosa caverna, también precursora de los teatros de sombras. De hecho, se pudo desarrollar el invento gracias a la base teórica de Aristóteles sobre la ciencia y la óptica. Con el fraile Roger Bacon, el arte y la ciencia de la luz y la sombra sirvieron para poder construir los primeros objetos de entretenimiento para hacer "magia" con las sombras.

### Siglos XVII, XVIII y XIX
Hacia finales del siglo XVII resurgió el interés por la óptica, dando como fruto el telescopio y el microscopio, que además de su uso por científicos también servían de curiosidad para adinerados, empezando a fabricarse como otra opción linternas mágicas de manera artesanal y bastante precaria, ya que estaban destinadas a esa élite minoritaria con objetivos científicos, didácticos o divulgativos. 
Durante el siglo XVIII, se introdujeron mejoras técnicas. Por ejemplo, se potenció la fuente de luz para mejorar la intensidad y calidad de las imágenes mediante la lámpara de Argand desde 1790. Las mejoras no se limitaron a las linternas, también afectaron a las placas de vidrio, con las que se consiguió reproducir el movimiento a partir de la proyección simultánea de placas, utilizando mecanismos como el encadenamiento y la superposición de imágenes. Estos avances coincidieron con la aparición de placas móviles, donde el movimiento se produce en la misma, y el éxito de las placas deslizantes, en que el movimiento se producía haciendo deslizar un cristal móvil delante de otro cristal fijo.También existían las placas con cremallera, donde el movimiento se obtenía a partir de una manija que hacía girar unos dientes metálicos alrededor del cristal. El italiano Cagliostro mejora este dispositivo, de modo que con un juego de ruedas se puede aumentar o disminuir el tamaño de la imagen proyectada.
Paulatinamente se populariza la linterna mágica y se le van encontrando aplicaciones prácticas. Nollet y Charles la introducen en la Sorbona para apoyar sus enseñanzas de modo visual, y el famoso mentalista Mesmer la emplea en sus cátedras sobre «magnetismo animal» y en sesiones de hipnotismo. El profesor Jean-Martin Charcot la usaba como método curativo en ciertos casos de epilepsia e histeria.
La linterna mágica sufrió un cambio fundamental en su diseño con la invención de la lámpara incandescente y del arco voltaico. Su aplicación sustituye con inmensa ventaja la iluminación por lámpara de aceite. Poco después aparece la fotografía, con lo que las transparencias pintadas son sustituidas por diapositivas, y la linterna mágica es virtualmente una ampliadora fotográfica. Quedaban solo unos pasos más para que llegara a ser un proyector cinematográfico.

## La linterna mágica en España
El texto “Sueño”, escrito por Juana Inés de la Cruz en 1692, es el primer texto que habla sobre la presencia de la linterna mágica en España. Gracias al texto se tiene información de los inicios del artefacto en el siglo que este emergió.
"Así, linterna mágica, pintadas / representa fingidas / en la blanca pared varias figuras / de la sombra no menos ayudadas / que de la luz: que en trémulos reflejos…" 
Se conoce la popularidad que obtuvo la linterna mágica gracias a la Memoria de Gaspar Melchor de Jovellanos, publicada en 1790. En ella también indica que se trataba de un artefacto generador de desconfianza.
"Acaso deberían desaparecer con él los títeres y matachines, los payasos, arlequines y graciosos del baile de cuerda, las linternas mágicas y totilimundis, y otras invenciones que, aunque inocentes en sí, están depravadas y corrompidas por sus torpes accidentes. Porque, ¿de qué serviría que en el teatro se oigan solo ejemplos y documentos de virtud y honestidad si entre tanto, levantando su púlpito en medio de una plaza, predica don Cristóbal de Polichinela su lúbrica doctrina a un pueblo entero que con la boca abierta oye sus indecentes groserías?" 
Con el espectáculo “Fantasmagoria”, a  principios del siglo XIX la linterna mágica se convirtió en un medio de comunicación social en España1. Tenemos conocimiento de las fantasmagorías que se ofrecían en Madrid por la publicación “Noticias curiosas sobre el espectáculo de Mr. Robertson” de Juan Mieg. El linternista que realizaba las fantasmagorías era el francés Robertson, de ahí el nombre de la publicación de Mieg.
"Para concebir la posibilidad de semejante ilusión sin entrar en sus pormenores, me bastará observar a mis lectores instruidos, que las imágenes de la linterna mágica son susceptibles de representarse no solo sobre el lienzo, como en la fantasmagoría común, sino también en la niebla, humo o vapor fijos y condensados convenientemente" 
Las fantasmagorías eran una de las diversiones públicas de la época. Se tiene constancia de ello gracias al artículo “¿Quién es el público y dónde se encuentra?” que fue publicado por Mariano José de Larra, el cual también describió los caracteres de la linterna mágica con sus respectivos estados de ánimo y costumbres.
El artefacto comenzó a perder fama cuando se comercializó e institucionalizó ya que pasó a competir con el cinematógrafo. Esto no solo sucedió en España, sino en toda Europa.

## Aspectos técnicos

### Aparato

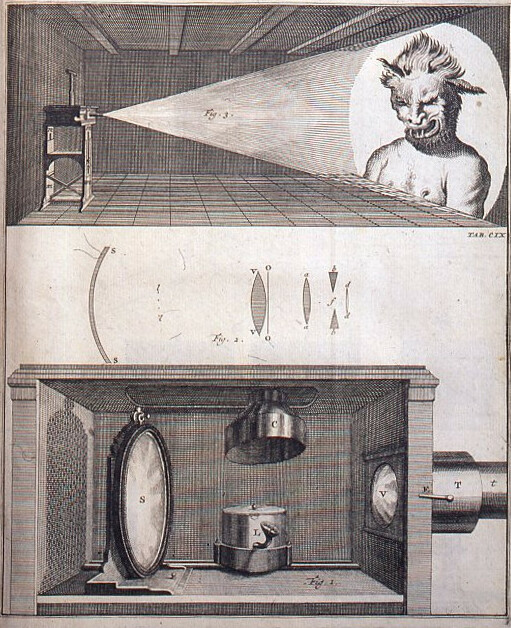
Página del libro Elementa Mathematica (1720), de por Willem Gravesande, con la linterna mágica de Jan van Musschenbroek proyectando la imagen de un monstruo. Esta linterna es una de las más antiguas que se conservan y pertenece a la colección del Museo Boerhaave, en Leiden (Alemania).

La linterna mágica funciona a base de un espejo cóncavo colocado en la parte trasera de una fuente de luz con el objetivo de dirigir toda la luz posible hacia una pequeña lámina de vidrio rectangular —la diapositiva— donde estará la imagen a proyectar, que delante, en la parte frontal del aparato, tendrá una lente. Esta se ajusta para enfocar adecuadamente el plano de la diapositiva a la distancia de la pantalla de proyección, que puede ser, simplemente, una pared blanca, y por lo tanto formará una imagen agrandada de la diapositiva en la pantalla. Algunas linternas, incluyendo las de Christiaan Huygens y Jan van Musschenbroek, usan tres lentes.

### Diapositivas
Originalmente, las imágenes se pintaban a mano en diapositivas de cristal. Al principio las figuras se dibujaban con pintura negra, pero pronto se comenzaron a usar colores transparentes también. En ocasiones se hacían en papel aceitado. A menudo se usaba la pintura negra como fondo de la imagen para evitar la luz superflua, de manera que las figuras pudieran ser proyectadas sin bordes que distrajesen o marcos. A muchas diapositivas se les hacía un acabado con una capa de laca. Más tarde también se comenzaron a usar cubiertas de vidrio para proteger la capa de pintura. Muchas de las diapositivas hechas a mano se montaban en marcos de madera con forma redondeada o cuadrada.

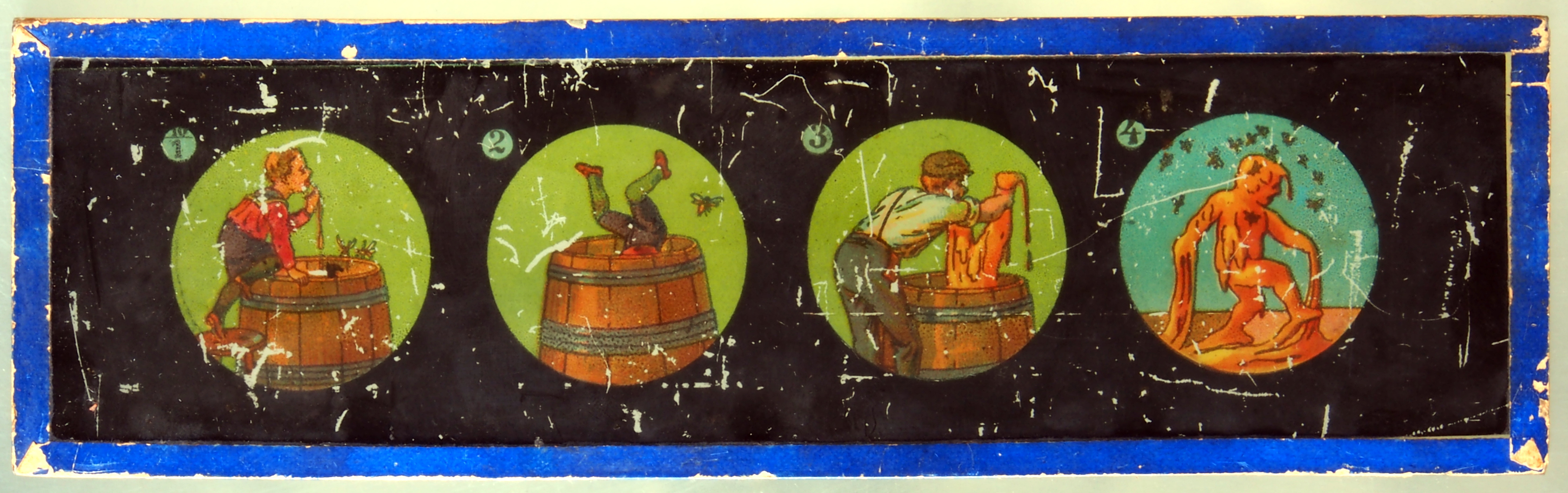
Una diapositiva producida con bordeado en masilla de papel

A partir de 1820 comenzó la manufacturación de diapositivas impresas a color, muchas veces utilizando transferencias de decalcomanía. Muchas de las diapositivas manufacturadas se producían en tiras de vidrio con varias imágenes en ellas que se bordeaban con una tira de papel encolado. Las primeras diapositivas fotográficas, llamadas «hyalotipos», fueron inventadas por los compatriotas alemanes Ernst Wilhelm y Friedrich Langenheim en 1848 en Filadelfia y patentadas en 1850.